# 산진달래
산진달래는 제주도, 함경도, 평안도의 깊은 산이나 고산에 나는 상록관목으로 높이는 1~2m 정도이다. 가지가 많고, 잎은 어긋나며 가죽질이다. 길이는 1~5cm이고 가장자리는 밋밋하며 표면은 짙은 녹색, 비늘 조각이 약간 있다. 뒷면은 연한 갈색, 비늘조각이 밀생하며 향기가 난다. 꽃은 가지 끝의 곁눈에서 나오고, 담홍색, 적자색, 밑에 비늘이 남아 있다. 화관은 벌어진 깔때기 모양, 지름 3-4cm 갈래는 통 부분보다 길고, 넓은 난형이며 가장자리는 물결 모양이다. 열매는 삭과로 긴 타원형이다. 개화기는 4~5월이며 꽃이 진달래와 닮았으나 상록수인 점이 크게 다르다.